# I.N.A
I.N.A（いな、1964年12月12日 - ）は、日本の音楽プロデューサー、作曲家、編曲家、演奏者、マニピュレーター、レコーディング・エンジニア、DJ。本名は稲田 和彦（いなだ かずひこ）。

## 概略
1980年代後半、シンセサイザープログラマー（マニピュレーター）としてプロデビュー。ジャンルの壁を超えた数々のスタジオワークを経て1991年『X』"Violence In Jealousy tour"にマニピュレーターとして参加。
X JAPANのマニピュレーター、レコーディング・エンジニアを務めるかたわら、X JAPANギタリストHIDEのソロのツアーメンバー「hide with Spread Beaver」の一員として、またhideの全ての楽曲の共同プロデューサーとして活動。hideのライブではパーカッションとマニピュレーターを担当。zilchへの参加、HIDEの死後にはHEATH、PATAとDope HEADzを結成。その後も、音楽プロデュースをメインに、編曲、リミックス、DJなど幅広い活動をおこなっている。

## X JAPAN、HIDE、hideとの関係
1991年からX JAPANと活動を共にし、再結成後もマニピュレーターとして参加している。Xのメンバーの中でも、特にhideとは音楽に対する考え方や思い、日本・世界の音楽業界に対する認識などで共通する所が多く、「hide」の音楽を一緒に作る事によりとても深い関係にあった。
hideのツアーメンバーでもあるI.N.Aだが、元々はXのレコーディングに参加していたシンセサイザープログラマー（マニピュレーター）であった。その後hideがソロ活動を始めた際、プログラミング以外にもアレンジ等含め全面的に参加、hideの音楽にとても深く関わっていく事になった。マニピュレーターというパートの特性上、ライブでは本来は俗に言う「裏方」であった筈だが、hideが無理矢理舞台に引っ張り出したという。
しかし、単なる制作スタッフやメンバーという存在にとどまらず、hideには欠かせない存在であったとされる。hideは自宅に一通りの機材を揃えてデモテープを自宅で製作していたが、この作業は常にI.N.Aと二人で行っていた。音楽家「hide」を、松本秀人（≠hide）とINAの二人でプロデュースしているという感覚であったとする話もある。
2014年、I.N.Aプロデュースにより、ヤマハが新開発したVOCALOID技術を使用したhideの新曲『子 ギャル』が制作された。故人の歌声を合成音声によって再現する前例のないスタイルで制作された。
2022年公開の映画『TELL ME 〜hideと見た景色〜』では、I.N.Aの役は塚本高史が演じ、I.N.A自身も原案協力や楽曲監修で映画制作に参加した。

## 参加ユニット、バンド
- hide with Spread Beaver（共同プロデュース・プログラミング他）
- zilch（プログラミング他）
- Dope HEADz（共同プロデュース・作詞作曲・編曲・プログラミング他）
- SONIC STORAGE（共同プロデュース・プログラミング他）

## ディスコグラフィ

### プロデュース
- 1994年 hide 『HIDE YOUR FACE』 （全収録曲共同プロデュース・プログラミング）
- 1996年 hide 『PSYENCE』 （全収録曲共同プロデュース・プログラミング）
- 1998年 hide 『Ja,Zoo』 （全収録曲共同プロデュース・プログラミング）
- 2000年 hide TRIBUTE『hide TRIBUTE SPIRITS』（「CELEBRATION」共同プロデュース・プログラミング他）
- 2001年 DopeHEADz『PRIMITIVE IMPULSE』（全収録曲共同プロデュース・プログラミング他）
- 2002年 DopeHEADz『PLANET OF THE Dope 』（全収録曲共同プロデュース・プログラミング他）
- 2003年 相川七瀬 『Shock of Love』 （サウンドプロデュース・編曲・プログラミング）
- 2006年
  - cherry filter 『PEACE N' ROCK N' ROLL』 （「Revolution A.D」「PEACE N' ROCK N' ROLL」「Madonna of the WAR」プロデュース・編曲・プログラミング）
  - RIZE
    - 『ピンク スパイダー』 （プロデュース・プログラミング）
    - 『KAMI/heiwa』 （プロデュース・プログラミング）
    - 『ALTERNA』 （全収録曲プロデュース・プログラミング）

  - cherry filter 『REWIND』 （「Wadatsumi no Ki」プロデュース・編曲・プログラミング）
- 2007年
  - ONE OK ROCK
    - 『エトセトラ』 （「後悔役に立たず」プロデュース・編曲・プログラミング・デジタル編集）
    - 『ゼイタクビョウ』 （「Lujo」プロデュース・編曲・プログラミング・デジタル編集）

  - DuelJewel 『BULLET』 （「華唄～桜華繚乱～」「BULLET×STAR」「ライムドロップスo」「マイノリティコンプレックス」サウンドプロデュース・編曲・プログラミング・デジタル編集）
- 2013年
  - hide TRIBUTE V -PSYBORG ROCK SPIRITS-（全収録曲プロデュース・リミックス）
  - hide TRIBUTE VII -ROCK SPIRITS-（「ピンクスパイダー」プロデュース・編曲・プログラミング・デジタル編集）
- 2014年 hide 『子 ギャル』 （全収録曲共同プロデュース・プログラミング）
- 2015年
  - hide 『子 ギャルハイレゾ版』 （全収録曲共同プロデュース・プログラミング）
  - hide 50th anniversary FILM 「JUNK STORY」（オリジナルサウンドトラック・プロデュース・編曲・プログラミング他）
  - hide crystal project presents「RADIOSITY」（3D ホログラフィック公演サウンドトラック・プロデュース・編曲・プログラミング他）
- 2017年
  - JUON『THIS IS THE START』（プロデュース・編曲・プログラミング・デジタル編集）
  - JUON『T.N.C』（プロデュース・編曲・プログラミング・デジタル編集）
- 2018年
  - JUON 『We Gotta Go』（プロデュース・編曲・プログラミング・デジタル編集）
  - hide TRIBUTE IMPULSE 『HURRY GO ROUND (hide vocal Take2)』（共同プロデュース・プログラミング）
- 2024年　hide永久保存版BOXセット「REPSYCLE ~hide 60th Anniversary Special Box~」（共同プロデュース）

### 楽曲提供
- 1998年 内田有紀 『ハートブレイク スナイパー』 （「ハートブレイクスナイパー」「エルミタージュの砂漠」プロデュース・作曲・編曲・プログラミング）
- 2006年 AcQuA-E.P. 『Didn’t See Us Coming』 （「REMEMBER」「ONE REASON」作曲・編曲・プログラミング・デジタル編集）
- 2009年 THE REBOOT 『協定世界時』 （「Breakin' Prisoner～破壊踊因～」「歌舞伎祭～KABUKI PARTY～」作曲・編曲・プログラミング・ギター）
- 2011年 Fan+コンテンツ、3Dオーディオドラマ『歴メン 土方歳三』（オリジナルサウンドトラック）
- 2012年
  - misc
  - 『QUEEN BEE』（全収録曲作曲・編曲・プロデュース・プログラミング・デジタル編集・ミックス）
  - 『You are my HERO』（全収録曲作曲・編曲・プロデュース・プログラミング・デジタル編集・ミックス）
- 2017年 ローファーズハイ!!!!（全曲作曲・編曲・音楽監督）

### アレンジ、リミックス
- 2004年 ソ・テジ 『Issue』 （全収録曲編曲・プログラミング・デジタル編集）
- 2006年 T.M.Revolution 『UNDER:COVER』 （「HIGH PRESSURE」「Joker」「魔弾 〜Der Freischütz〜」編曲・プログラミング・デジタル編集）
- 2008年 RIZE 『K.O.』 （「風」編曲・プログラミング・デジタル編集）
- 2011年 hide ROCKミュージカル『ピンクスパイダー』（全曲編曲・音楽監督）
- 2012年
  - アリス十番
    - 『真・アドベンチャー』（編曲・プログラミング・オールインスト）
    - 『シンデレラ』（編曲・プログラミング・オールインスト）

  - スチームガールズ 『未来ノヒカリ』（編曲・プログラミング・オールインスト）
  - Dragon Ash 『Run to the Sun/Walk with Dream』（「Run to the Sun」リミックス）
- 2013年
  - T.M.Revolution 『UNDER:COVER 2』 （「Burnin' X'mas」編曲・プログラミング・デジタル編集）
  - hide TRIBUTE VII -ROCK SPIRITS-（「MISERY GLAY remixed by INA」編曲・プログラミング・デジタル編集）
  - defspiral 『brilliant』（「Masquerade - Im+Moral MIX -」リミックス）
- 2022年 それいけ!アンパンマン レッツ!ダンス・ダンス・ダンスCD『勇気りんりん～レッツ!ダンス×3バージョン～』（編曲・プログラミング）

### レコーディング参加
- 1993年 X JAPAN 『ART OF LIFE』 （プログラミング）
- 1993年 ISSAY 『FLOWERS』 （「いとしのマックス」プログラミング）
- 1996年
  - X JAPAN 『Forever Love』 （「Last Mix」プログラミング・レコーディングエンジニア）
  - X JAPAN 『DAHLIA』 （「DAHLIA」、「SCARS」、「DRAIN」プログラミング・レコーディングエンジニア）
- 1998年
  - X JAPAN 『THE LAST SONG』 （レコーディングエンジニア）
  - zilch 『3・2・1』 （全収録曲プログラミング・デジタル編集）
- 1999年 D.I.E. 『PROGRESSIVE』 （全収録曲プログラミング・デジタル編集）
- 2010年 VIVID 『PRECIOUS』（「survive」共同プロデュース・スクラッチ・プログラミング・デジタル編集）
- 2010年 vistlip 『Hameln』（全収録曲ディレクション）
- 2013年 hide 「hide ALIVE THE MOVIE」（ディレクション）

### 書籍
- 2018年 『君のいない世界 〜hideと過ごした2486日間の軌跡〜』I.N.A. (hide with Spread Beaver)著
- 2020年『音楽を操る マニピュレーターの世界 ~時代とともに進化し続ける音のプロフェッショナルたち』INA 企画・監修
- 2024年 『改訂版・君のいない世界 〜hideと過ごした2486日間の軌跡〜』I.N.A. (hide with Spread Beaver)著